# Morfontaine
Morfontaine is een gemeente in het Franse departement Meurthe-et-Moselle (regio Grand Est). De plaats maakt deel uit van het arrondissement Briey. Morfontaine telde op 1 januari 2022 1.076 inwoners.

## Geografie
De oppervlakte van Morfontaine bedroeg op 1 januari 2022 11,42 vierkante kilometer; de bevolkingsdichtheid was toen 94,2 inwoners per km².

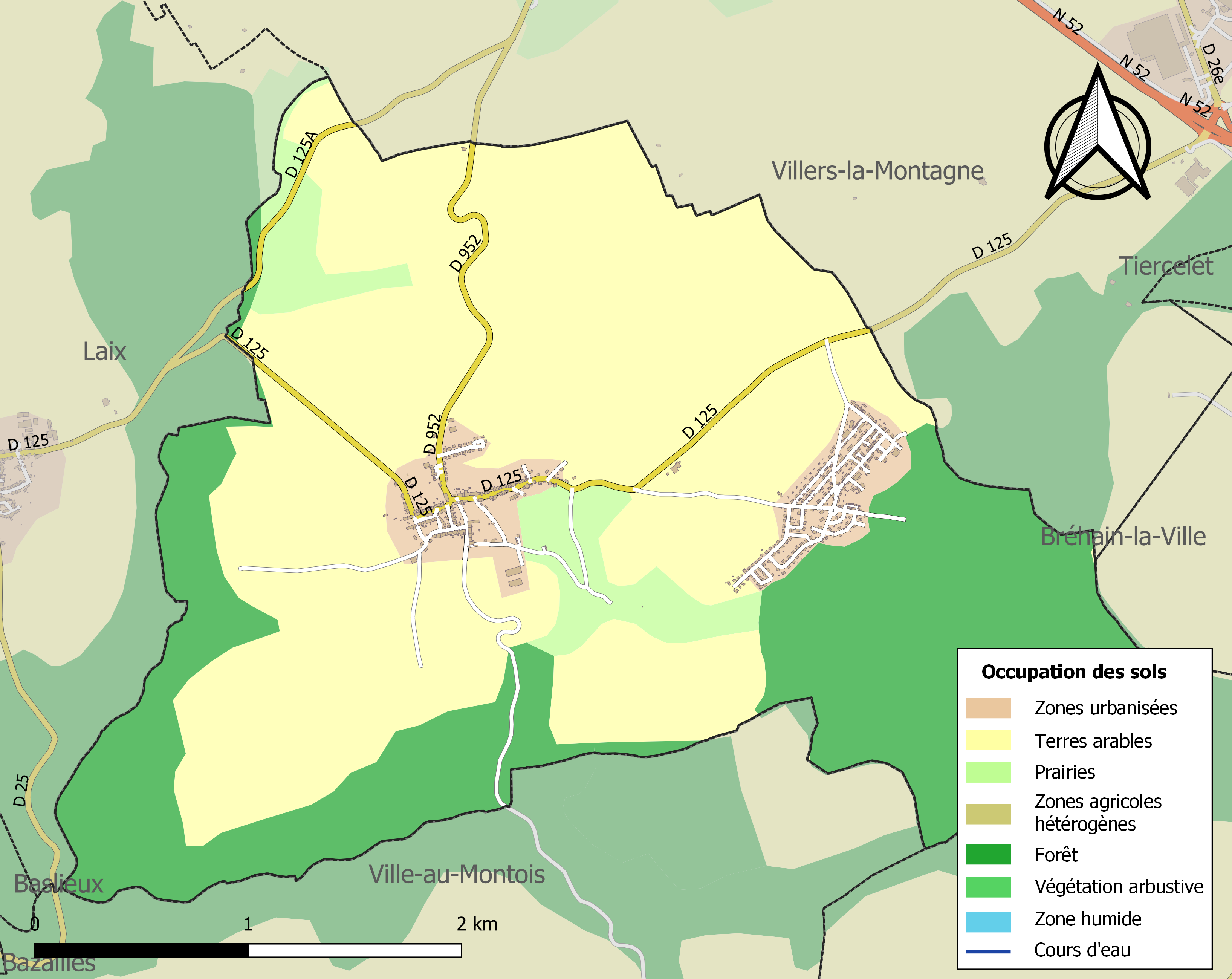
Kaart van de gemeente met de belangrijkste infrastructuur, bodemgebruik en omliggende gemeenten

## Demografie
De figuur toont het verloop van het inwonertal (bron: INSEE-tellingen).